# Svitlodolînske, Melitopol
Svitlodolînske (în ucraineană Світлодолинське, în germană Lichtenau) este localitatea de reședință a comunei Svitlodolînske din raionul Melitopol, regiunea Zaporijjea, Ucraina. Satul a fost locuit de germanii pontici.   

## Demografie
Componența lingvistică a localității Svitlodolînske
     Rusă (70,2%)
     Ucraineană (25,08%)
     Armeană (1,57%)
     Alte limbi (3,33%)
Conform recensământului din 2001, majoritatea populației localității Svitlodolînske era vorbitoare de rusă (70,2%), existând în minoritate și vorbitori de ucraineană (25,08%) și armeană (1,52%).